# Lužan
Lužan település Horvátországban, Zágráb főváros Szeszvete városnegyedében. Közigazgatásilag a fővároshoz tartozik.

## Fekvése
Zágráb városközpontjától légvonalban 18, közúton 21 km-re északkeletre, a Medvednica-hegység keleti részének déli lejtői alatt, Goričica és Belovar között fekszik. Területén áthalad a 3-as számú főút és az A4-es autópálya is.

## Története
Az első katonai felmérés térképén „Glozane” néven található. Lipszky János 1808-ban Budán kiadott repertóriumában „Lusan vel Lusani” néven szerepel. Nagy Lajos 1829-ben kiadott művében „Lusan vel Lusani” néven 39 házzal, 341 katolikus vallású lakossal találjuk.
1857-ben 373, 1910-ben 699 lakosa volt. Zágráb vármegye Zágrábi járásához tartozott. 1941 és 1945 között a Független Horvát Állam része volt, majd a szocialista Jugoszlávia fennhatósága alá került. 1991-től a független Horvátország része. 1991-ben lakosságának 97%-a horvát nemzetiségű volt. A településnek 2011-ben 719 lakosa volt.

## Népessége
| Lakosság változása | Lakosság változása | Lakosság változása | Lakosság változása | Lakosság változása | Lakosság változása | Lakosság változása | Lakosság változása | Lakosság változása | Lakosság változása | Lakosság változása | Lakosság változása | Lakosság változása | Lakosság változása | Lakosság változása | Lakosság változása |
| ------------------ | ------------------ | ------------------ | ------------------ | ------------------ | ------------------ | ------------------ | ------------------ | ------------------ | ------------------ | ------------------ | ------------------ | ------------------ | ------------------ | ------------------ | ------------------ |
| 1857               | 1869               | 1880               | 1890               | 1900               | 1910               | 1921               | 1931               | 1948               | 1953               | 1961               | 1971               | 1981               | 1991               | 2001               | 2011               |
| 373                | 380                | 470                | 525                | 590                | 699                | 675                | 637                | 606                | 618                | 597                | 589                | 587                | 642                | 675                | 719                |

## Nevezetességei
A településen néhány védett, hagyományos, népi építésű káz található. A Jelaković-Obad-házat a Šenoa utca 98. szám alatt találjuk. Az épületegyütteshez egyebek mellett egy fa lakóház, egy istálló, pajta, éléskamra, tyúkól, pince és kút tartozik. A háromszobás, négyszögletes alaprajzú, kő alapozású lakóház 1880 körül épült tölgy deszkából. A tető csonka kontytetős. Védett épület az Okićani 6. szám alatti fa lakóház, mely 1926-ban épült. A faház eredetileg háromszobás volt, kiugró, nyitott tornáccal. Az 1950-es években a házhoz egy kamrát csatoltak, külön bejárattal. A tölgyfa deszkából rakott, alacsony alapra épült ház belsejében előszoba, veranda, konyha, lakószoba, egy kisebb szoba, kamra, belső padláslépcső található. A tető csonka kontytetős. A telken egy istálló is található csűrrel. Védett épület a Grgati 2. szám alatti hagyományos lakóház. A házat Nikola Okićan építtette 1926-ban. A keskenyebb, oromzatos utcai homlokzat felső gerendájára a tulajdonos neve és vezetékneve van vésve. A faház eredetileg háromszobás földszintes háznak épült, kiugró, nyitott bejáratú tornáccal. Az 1950-es években a házhoz az északkeleti oldalon még egy külön bejáratú kamrát csatoltak. A ház teljes egészében kőalapokra épített tölgyfa deszkákból készült, amelyek úgy vannak összeillesztve, hogy egyenesen vágott sarkot képezzenek. A ház megközelítése alacsony betonlépcsőn a kiugró, nyitott tornácon keresztül lehetséges. A házon belül előszoba, a veranda, a konyha, a főszoba, kisebb szoba, a kamra és a tetőtérbe vezető belső lépcső található.

## Egyesületek
Önkéntes tűzoltó egyesületét 1932-ben alapították.